# 刘锦 (明朝)
刘锦，浙江慈溪县人，明朝地方官员、舉人出身。

## 生平
弘治八年（1495年），接替钱昆任福建永安县知县一职，1498年由梁世材接任。